# Erysimum metlesicsii
La violaciocca di Metlesics (Erysimum metlesicsii Polatschek) è una pianta appartenente alla famiglia delle Brassicacee, endemica della Sicilia.

## Etimologia
Il nome della specie è un omaggio al botanico austriaco Hans Metlesics.

## Descrizione
Pianta alta 14–45 cm che alla fioritura raggiunge i 20–60 cm, con fusto eretto, ramoso almeno nella metà superiore, tunica spessa, di guaine ampie e foglie secche.

### Foglie
Foglie cauline in numero di circa 30, addensate, le superiori e spesso anche le inferiori con fascetti ascellari, le basali scomparse alla fioritura; foglie cauline con picciolo breve (le superiori sessili) e lamina allungata (6-9 x 60–90 mm), acuta, con 2-4- paia di dentelli acuti e sinuosa fra questi.

### Fiori
Infiorescenza con circa 50 fiori sull'asse principale e rami abbondanti (fino a 13), fogliosi e portanti fascetti ascellari, fortemente allungata alla fruttificazione; peduncoli 2-3- (frutt. 5-6) mm, con pelosità frequente ad ago di bussola e talvolta fino a tre punte; sepali lanceolati 1,5-2 x 10–11 mm; petali spatolati 3,5-4 x 14–18 mm, giallo-chiari, ma presto sbiancati; antere e filamenti con frequenti peli a due punte.

### Frutti
I frutti sono silique eretto-patenti, 4 angolari con spigoli non sporgenti, 1 x 60–80 mm; stilo 1,3-1,7 mm; stima capitato.

## Biologia
Emicriptofita bienne. Fiorisce tra aprile e maggio.

## Distribuzione e habitat
Cresce sulle rupi calcare ma soprattutto su gessi e marne da 200 fino a 800 m s.l.m. Diffusa maggiormente nella parte centrale ed occidentale dell'Isola fino a Caccamo, Termini Imerese, Monti Sicani, Agrigentino e Nisseno.